# Portret żony artysty z synkiem Stasiem
Portret żony artysty z synkiem Stasiem – rysunek polskiego malarza Stanisława Wyspiańskiego z 1904 roku wykonany pastelem na papierze, znajdujący się w Galerii sztuki polskiej 1800–1945 Muzeum Ślaskiego w Katowicach.
Rysunek powstał w ostatnim okresie twórczości Wyspiańskiego, w którym artysta odszedł od monumentalnych projektów na rzecz twórczości dramaturgicznej. Powstawały wówczas portrety, główki dziecięce i krajobrazy. Portret żony Teodory z synkiem Stasiem powstał w 1904 roku. Na trzy lata przed śmiercią malarza. Postać żony ukazana została bez pozy, jest do zwyczajna domowa scena związana z trudem macierzyństwa. Kobieta ma na sobie ciemną sukienkę, synek siedzi jej na kolanach, trzymając dłonie przy twarzy. Wyspiański użył charakterystycznej dla siebie giętkiej, secesyjnej linii. Rysunek, wykonany pastelem na papierze, zakupiony został dla muzeum w 1930 roku od W. Gartenberga w Wiedniu. Dzieło ma wymiary 61 × 46,5 cm. Jest sygnowane monogramem w lewym górnym rogu: SW 1904. Muzealny nr inwentarzowy MŚK/SzM/511.